# 日仙
日仙（にっせん、弘長2年（1262年）- 正平12年/延文2年1月7日（1357年1月27日））は、鎌倉時代中期から後期にかけて法華宗（日蓮正宗）の僧。摂津公・上蓮坊（百貫坊）と号す。日興の弟子。本六の一人。日蓮に仕え「百貫坊」という名前を与えられた。日華に従って讃岐地方に布教した。西国三十三ヵ国の導師といわれる。讃岐本門寺開基。

## 略歴
- 弘長2年（1262年）、摂津公日仙、生まれる。
- 正応3年（1290年）10月8日、日興、本尊を書写し日仙に授与。

日仙、大石寺塔中、上蓮坊（百貫坊）を創す。
- 正中2年（1325年）、讃岐高瀬に大坊〔讃岐本門寺〕を創す。
- 元弘3年（1333年）12月15日、薩摩法印、富士に帰伏し上蓮房日仙の室に入る。
- 建武元年（1334年）、日興・日目1周忌。

1月7日、上蓮房日仙、伊予公日代、上蓮〔百貫〕坊において問答す。
2月15日、上蓮房日仙、讃岐国に赴く。
7月7日、上蓮房日仙、讃岐高瀬に中之坊を創す。
- 正平7年/文和元年（1352年）、讃岐日仙、大弐阿日壽に本尊聖教等を付嘱す。
- 正平8年/文和2年（1353年）10月3日、讃岐日仙、沙弥日高〔秋山泰忠〕より寺地を受く。
- 正平12年/延文2年（1357年）1月7日、大石寺塔中上蓮坊〔百貫坊〕開基・讃岐大坊開基上蓮房日仙寂〔96歳〕